# Fungemia
La fungemia es la presencia de hongos en la sangre. Es más frecuente en pacientes con inmunosupresión o inmunodeficiencia con fuerte agranulocitosis, enfermos de cáncer o en pacientes con catéteres intravenosos. 

## Factores de riesgo
Los dos mayores factores de riesgo son:
- Uso de antibióticos de amplio espectro.
- Infección activa por hongos.
- Inmunosupresión.

Otros factores de riesgo son:
- Diálisis
- Diabetes
- Flora intestinal disminuida
- Catéter venoso central
- Múltiples cirugías abdominales
- Uso de esteroides
- Uso se infliximab (un tipo de inhibidor del TNF-a).[2][3]
- Quemaduras

## Patogenia
El organismo patógeno más comúnmente conocido es la Candida albicans, que causa el 70% de las fungemias, seguida por la Candida glabrata con 10% y Aspergillus con 1%. Sin embargo la frecuencia de infección por el T. glabrata, Candida tropicalis , Candida krusei y Candida  parapsilosis está incrementando, especialmente cuando el uso de fluconazol es común.

## Diagnóstico
El diagnóstico es complicado, ya que un hemocultivo corriente tiene poca sensibilidad. El tratamiento involucra es uso de antimicóticos, ejemplos son fluconazol o anfotericina B.

## Síntomas
Los síntomas van de moderados a extremos, descritos como síntomas de una gripe grave. Dolor, alteraciones neurológicas, fatiga crónica, infecciones, son algunos de los síntomas generalmente asociados a la fungemia.